# Sagnes-et-Goudoulet
Sagnes-et-Goudoulet é uma comuna francesa na região administrativa de Auvérnia-Ródano-Alpes, no departamento de Ardèche. Estende-se por uma área de 25,02 km². Em 2010 a comuna tinha 120 habitantes (densidade: 4,8 hab./km²).